# Edlitz
Edlitz è un comune austriaco di 923 abitanti nel distretto di Neunkirchen, in Bassa Austria; ha lo status di comune mercato (Marktgemeinde).